# Milena Oda
Milena Oda, rodným jménem Šulcová; (* 1975, Jičín) je česká německy píšící spisovatelka a překladatelka, žijící v Berlíně.

## Život a dílo
Vystudovala germanistiku a historii na Filozofické fakultě Univerzity Palackého v Olomouci.
Je autorkou německy psaného románu Nennen Sie mich Diener (česky Oslovujte mne sluho), divadelní hry Pěkné vyhlídky (Mehr als Meer) a dvojjazyčné povídky Ferenc: vyznání lásky k botám (Ferenc: Liebeserklärung an die Schuhe). Jako překladatelka přeložila do němčiny Kloktat dehet českého spisovatele a novináře Jáchyma Topola.